# Prêt-à-porter américain
Le prêt-à-porter américain désigne l’industrie américaine de la confection dans son ensemble, englobant à la fois les marques de marchés de masse jusqu'aux créateurs plus luxueux. Ce domaine d'activité se développe plus particulièrement après la Première Guerre mondiale. Si avant la Seconde Guerre mondiale le terme de « confection » reste employé, « prêt-à-porter » (ready to wear en anglais) s'impose dès le début des années 1950. L'industrie américaine toute puissante réussit à imposer ce qui reste de nos jours des symboles tels que les bas nylon, le t-shirt, le jeans. Au-delà de ces pièces d'habillement emblématiques, elle impose également le nom de stylistes ayant formé des empires de mode comme Ralph Lauren ou Calvin Klein et des marques telles Abercrombie & Fitch ou Gap. New York et la Californie restent les deux principaux centres de ce domaine d'activité.

## Historique

### Standardisation et simplification
Dès le milieu du XIXe siècle, les acheteurs américains viennent s'approvisionner à Paris, les plus importants possèdent même un bureau dans la capitale. Le cheminement créatif reste toujours immuable entre l'hégémonie de la haute couture venant de Paris, capitale de la mode, inspirant les États-Unis, mais également l'ensemble des pays occidentaux. Ces acheteurs reviennent dans leur pays avec modèles originaux, patrons, croquis, motifs, tissus, tendances ou échantillons. Ils font adapter leurs nombreuses acquisitions au marché local. La fabrication à bas coût et en série qui en résulte reste très artisanale et repose alors grandement sur l'exploitation d'ouvrières aux conditions de travail déplorables. Tous les grands magasins profitent de cette production et commercialisent déjà plusieurs lignes de produits, de la couture sur-mesure jusqu'aux vêtements plus accessibles. Dès le début du XXe siècle certaines femmes travaillent et pratiquent des sports. La garde robe féminine se simplifie en Europe comme de l'autre côté de l'Atlantique,.
Même si les États-Unis n'entrent dans le conflit qu'en 1917, la Première Guerre mondiale coupe les échanges avec l'Europe ; le vêtement féminin connait des bouleversements, s'éloignant de l’opulence de la Belle Époque qui avait influencé l'Amérique : la création semble se figer dans un classicisme hérité des années précédentes. Les usines se mettent à fabriquer des uniformes et vêtements de travail et les américaines participent à l'effort de guerre : la dépendance envers la saisonnalité de la mode disparaissant, les confectionneurs apprennent à produire plus et plus vite de l'habillement fonctionnel.
En février 1915 est fondée aux États-Unis la Textile Color Card Association (TCCA) par des confectionneurs, des modistes et des merciers. Le but initial est de répondre à l’incapacité d'acheter des teintures ou d'obtenir des informations de Paris. L'association corporatiste, mais sans but lucratif, s'ouvre par la suite à d'autres métiers liés au domaine de la mode. La TCCA va créer des nuanciers et coordonner les couleurs entre les différents intervenants américains de l'industrie de l'habillement, première forme d'une standardisation de l'offre.
Après la Première Guerre mondiale, l'arrivée de ces standards combinée à la croissance de l'industrialisation va entrainer la création de modèles simplifiés, plus pratiques et moins formels, « faciles à porter », le tout avec une production plus efficace,,. Ces vêtements, mêlant le style local à celui hérité de l'Europe, vont rompre la dépendance envers la mode parisienne et permettre au « prêt-à-porter féminin, à établir une identité propre ». Pourtant, même si la fin du conflit marque l'acte de naissance du prêt-à-porter américain, la prédominance parisienne domine de nouveau dès 1923, ce que nombre de professionnels américains attendent, rien ne pouvant « égaler la touche française ». New York, et ses industriels installés autour de la 7e Avenue se développant rapidement, conforte sa position de capitale de la mode locale, la ville cherchant à se distinguer de Paris,.
La crise de 1929 va entrainer un repli sur soi du pays et entrainer un protectionnisme économique important. Les produits textiles importés sont taxés à 90 % par le gouvernement américain ; de ce fait, les achats de robes à l'étranger diminuent, les acheteurs préférant revenir des « toiles » officielles avec autorisation de reproduction à un grand nombre d'exemplaires mais surtout à des vêtements moins chers fabriqués industriellement. L'importance du pays est encore renforcée par l'influence du cinéma américain où des budgets importants sont parfois alloués aux costumes qui deviennent source d'inspiration pour les manufacturiers : des rayons « Mode du cinéma » apparaissent dans les magasins et les puissants catalogues de vente par correspondance avec des vêtements copiés en série,. Dès le début des années 1930, l'Amérique est « leader mondial dans la production en tailles standardisées de vêtements en série ». Alors que la vente en gros domine, anonyme, le nom des créateurs ou stylistes deviennent peu à peu des marques dès 1932,.

### Industrialisation au milieu du siècle
Mais la Seconde Guerre mondiale suspend de nouveau les échanges et relations installés depuis longtemps. Les États-Unis, qui entrent en guerre en 1941, doivent alors faire face à plusieurs problématiques : créer puis produire seuls, en grande quantité, une mode pratique, confortable et économique pour tous ceux participant à l'effort de guerre,. Toute une liste de restrictions impose la suppression de détails superflus aux vêtements ainsi que l'usage de nombreux tissus ; le sportswear et vêtements de loisirs connaissent alors le début de leur expansion, à base de coton produit localement,. Bien que la Californie soit présente, le rôle de New York passe alors de capitale « locale » de la mode à « mondiale » durant tout le conflit, grâce surtout à Eleanor Lambert. Clare Potter (en) écrit quelques années après que « l'influence de Paris était devenue trop forte, je crois. Elle affectait tout le monde […] je pense que nous devrions pas laisser cela se renouveler. Les stylistes américains savent qu'elle sorte de vêtements les Américaines veulent porter et ils savent aussi les confectionner. »

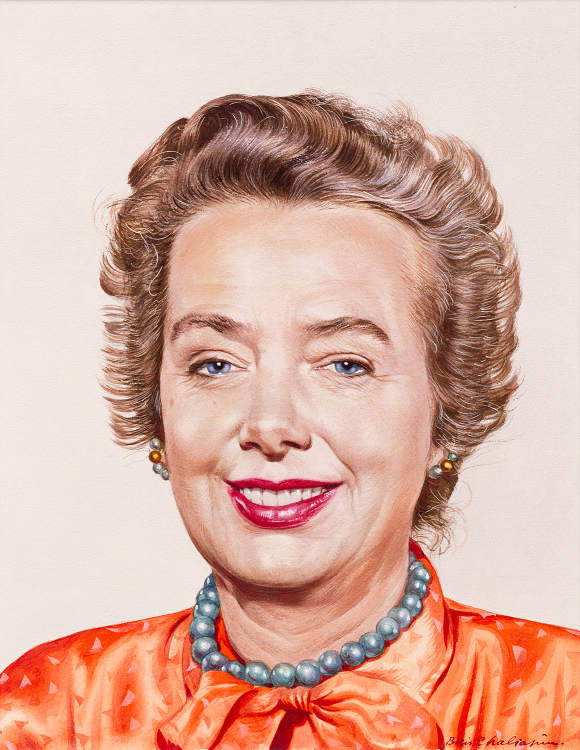
Claire McCardell, citée comme la styliste la plus étroitement associée au prêt-à-porter américain ; illustration pour Time magazine, 1955.

À la sortie de la guerre, les militaires quittent leurs uniformes pour des tenues décontractées. L'industrie américaine sort indemne. L'ensemble des réseaux de production et distribution, eux aussi épargnés, fonctionnent à plein régime. Le pays conserve ainsi l'avance acquise avant le conflit en matière de recherche, confection et commercialisation. Les États-Unis sont alors le plus gros fabricant de produits manufacturés et dès 1946, de nouvelles lignes de prêt-à-porter sont lancées. L'Europe vient chercher l'expérience américaine à plusieurs reprises, voulant comprendre le modèle, surtout industriel, puis l'imiter ; en parallèle, la puissance de la publicité, telle que la pratique les américains, est soulignée. Pourtant à l'opposé, dès 1948, la presse française remarque que le prêt-à-porter américain se nourrit aussi abondamment de la créativité de la haute couture : le plagiat est fréquent même si les États-Unis imposent de nouvelles pratiques vestimentaires, changeant ainsi le rapport au vêtement ; la confection nationale sort frustrée mais fascinée. Cette même industrie française de la confection a pourtant réagit dès la fin de la guerre, créant des labels ou cherchant à protéger et identifier sa production. Mais rien n'y fait. Face aux nouveaux modes de production en série issues du rationnel taylorisme, les méthodes artisanales des maisons de gros ou de la haute couture semblent dépassées. Les français semblent céder et dès 1953, le magazine Elle publie un numéro annuel dédié au prêt-à-porter, Vogue un numéro spécial trois ans plus tard et en 1957, le « salon du prêt-à-porter » se tient au Grand Palais.
La Californie, Chicago ou New York restent des centres importants du commerce textile. Les lignes mieux coupées et moins couteuses que la traditionnelle « couture » attirent peu à peu les clientes partout dans le monde.
Dix ans après la fin de la guerre, 95 % des américaines s'habillent en prêt-à-porter,,. Le mouvement de la jeunesse, aidé de la prospérité de l'époque, influence à la fois la demande mais aussi la commercialisation d'une mode éloignée de celle de la génération précédente, cherchant des vêtements facile à porter et à coordonner. Copiant le modèle anglais du Swinging London, de multiples boutiques ouvrent en Amérique, fragmentant le marché.
Le « Style Jackie », du surnom de la première dame qui n'hésite pas à mélanger le prêt-à-porter avec des créations plus sophistiquées, influence le monde entier. Elle devient un « emblème » largement copié. Son look est construit par l'ancien costumier Oleg Cassini qui devient son styliste attitré. Entre-temps, le Conseil des créateurs de mode américains, reflet de la puissance de la mode émanant des États-Unis, est fondé en 1962. Si dans les années 1940 DuPont invente le Nylon qui permet de fabriquer au départ les bas et par la suite nombre d'articles d’habillement, l'industrie américaine créé dans les années 1960 nombre de tissus synthétiques tel que le Lycra qui sera largement exploité les décennies suivantes ; les costumes deviennent lavables en machine et ne nécessitent pas de repassage.

### Rupture des années 1970
Au début des années 1970, Grace Mirabella prend la direction de Vogue américain. Promouvant une mode plus simple et fonctionnelle, elle modifie la ligne éditoriale du magazine, en opposition avec son prédécesseur Diana Vreeland farouche support d'une mode sophistiquée et extravagante qui s’essouffle en cette période de récession. « Nous devons changer de centre d'intérêt. Nous devons passer des vêtements luxueux de rêve à la vie réelle » dit Grace Mirabella. Cette époque marque une opposition des tendances les plus diverses entre le style WASP, la fin de la mode futuriste, le mouvement hippie et le début du disco ; mais l'influence américaine domine aussi avec de multiples noms créant de luxueux vêtements sobres, pratiques et décontractés, se plaçant entre la consommation de masse et l'exclusivité de la haute couture devenue obsolète aux yeux des plus jeunes. Peu convaincu par ce qui leur arrive de l'Europe, les stylistes américains ont maintenant un style bien à eux, épaulés par ce qui est alors l'influent Women's Wear Daily ainsi qu'une industrie textile qui n'a jamais été aussi forte. Les grands magasins Saks Fifth Avenue et Bergdorf Goodman ferme leur département de haute couture pour laisser de la place aux stylistes locaux.
Calvin Klein fonde sa marque en 1968. Celle-ci, luxueuse, qualifiée d'« élégance désinvolte », avec ses vêtements minimalistes coordonnés aux tons sobres, où le marron domine, devient la représentation du style de vie américain, au même titre que Ralph Lauren avec sa mode reprenant les codes du gentleman farmer ainsi que son logo au joueur de polo. De son côté, Halston, avec des créations aux lignes fluides, alterne prêt-à-porter et sur-mesure. Geoffrey Beene conçoit avec le minimum de superflu, utilisant principalement le blanc et le noir. Gap apparait en 1969. Au départ, la marque s'inspire du courant hippie avant de s'orienter bien des années après vers une tendance preppy. Neiman Marcus, grand magasin fondé au début du siècle, décerne son prix à Lévi Strauss en 1973, citant le blue-jeans comme « la plus grande contribution américaine à la mode mondiale ». Ce jeans est alors incontournable jusqu'en Europe. L'influence vestimentaire des États-Unis émane également des artistes musicaux de ce pays mais aussi des modes contestataires parfois proches d'une anti-mode.

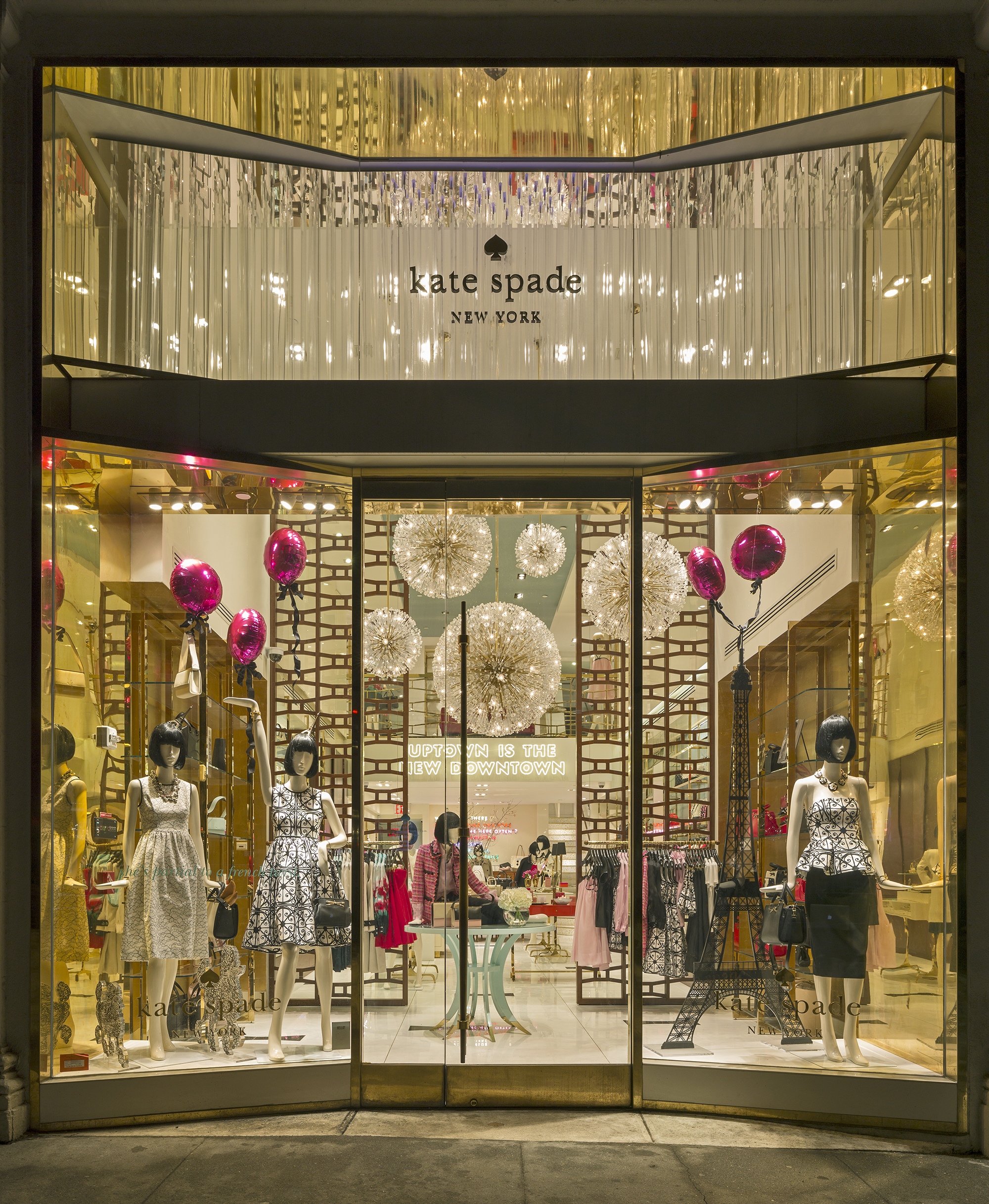
Boutique Kate Spade à New York

Michael Kors puis Donna Karan créés leurs marques lors de la décennie suivante. Au-delà de l’excentricité de certains tels Perry Ellis, les stylistes américains se reconnaissent dans cette faculté de concevoir des vêtements pour les femmes actives, mais également pour l'ensemble de la famille. Le culte du corps, parfait et sportif, reste un symbole fort de l'époque et tous les stylistes l'adopte. Le lundi noir d'octobre 1987 entraine un changement éphémère de la mode américaine. Seattle devient le symbole de grunge, tendance rejetant tous les préceptes précédemment établis ; celle-ci inspire temporairement certains stylistes comme Anna Sui ou Marc Jacobs et plus sobrement Donna Karan ou Ralph Lauren. Mode débraillée ne rencontrant pas de succès commercial, le classicisme reprend rapidement le dessus. Lorsque l'anglaise Anna Wintour prend la direction du Vogue US, elle introduit au sein des pages une alternance entre vêtement élitistes et certains beaucoup plus abordables. Disposant d'une vision internationale de la mode, elle n'hésite pourtant à soutenir clairement de jeunes stylistes américains alors peu connus. Ces années là, les États-Unis développent l'habitude d'un habillement plus décontracté pour le travail, le « sportswear chic » devient une tenue professionnelle. Alors que la New York Fashion Week apparait après le boom économique américain des années 1990, les stylistes ne cessent de multiplier leurs gammes de produits : Ralph Lauren propose vingt lignes différentes, Calvin Klein décline des modèles sporstwear et Tommy Hilfiger lance une collection pour les hommes.
Dans les années qui suivent la crise de 2008, nombre d'entreprises se voient être en difficulté. Les fermetures de points de vente sont multiples pour J.Crew ou Gap par exemple ; d'autres comme American Apparel se retrouvent en faillite, certaines telle Abercrombie & Fitch ferment leurs filiales et marques annexes. Ces enseignes affrontent alors depuis plusieurs années la concurrence asiatique ou européenne à bas coûts de la fast fashion avec des noms tels Primark, Zara ou Uniqlo. Toutes ces fermetures et restructurations touchent majoritairement les États-Unis où ces marques sont largement implantées et le marché proche de la saturation, mais très peu l'Europe et la France, où au contraire les ouvertures se multiplient depuis des années. « Les enseignes américaines sont assez suiveuses entre elles », l'implantation d'une marque entrainant souvent l'installation de ses concurrents.

### Positionnement
Le prêt-à-porter des marques base souvent sa communication sur le rêve américain, érigeant l'American way of life en valeur première. Telle une allégorie, ces marques deviennent alors emblématiques, le symbole même du mode de vie américain. Vogue écrit dès février 1939 que « les habits quotidiens, voilà le type de vêtements que les États-Unis ont rendu célèbres […] En s'accordant […] à notre recherche inlassable de prêt-à-porter-maintenant, ils sont devenus une sorte d'uniforme américain » ; cette position est renforcée encore durant la Seconde Guerre mondiale, le gouvernement communicant en ce sens. Après le conflit, le pays donne une image de liberté et de modernité à l'ensemble des biens qu'il commercialise. Le merchandising et le stylisme développés par les États-Unis renforcent l'idée d'un prêt à porter pour tous, guidé dès les années 1950 par les revendeurs qui ne font pas toujours une différenciation entre le luxe et les produits de grande consommation. Les tarifs, se voulant raisonnables, et qualité du vêtement priment, avec des vêtements sobres parfois inspirés du minimalisme. Ne cherchant pas à trop segmenter les différentes classes sociales, l'industrie américaine de l'habillement créée depuis des décennies de multiples marques avec un positionnement souvent premium, entre le luxe hors de portée et marché de masse (en) à bas prix, telles Calvin Klein, Tommy Hilfiger, Coach le complément en maroquinerie ou Ralph Lauren. Ce dernier s'est d'ailleurs fait une spécialité de vendre un mode de vie par ses vêtements et de multiples autres produits, s'inspirant de divers clichés locaux, du preppy et l'Ivy League jusqu'à celui de l'Ouest américain. Sa ligne la plus célèbre reste « Polo » dérivant du sport éponyme, mais aussi ses costumes « style 1930 » pour Robert Redford dans Gatsby le magnifique. De son côté, Calvin Klein réussi, à force de publicité parfois sulfureuses, à imposer son logo « CK » facilement reconnaissable comme « symbole de statut ». Ce positionnement masstige (en) (« prestige pour les masses ») est repris par la génération suivante de stylistes, tels Proenza Schouler, Alexander Wang, Phillip Lim (en) ou Tory Burch.